# Gabriel Mentz
Gabriel Mentz (São Leopoldo, 11 de agosto de 1998) es un futbolista brasileño, nacionalizado maltés, que juega en la demarcación de defensa para el Gżira United FC de la Premier League de Malta.

## Selección nacional
Hizo su debut con la selección de fútbol de Malta el 13 de octubre de 2024 en un partido de la Liga de Naciones de la UEFA 2024-25 contra Moldavia que finalizó con un resultado de 1-0 a favor del combinado maltés tras un gol de Teddy Teuma.

## Clubes
| Club            | País  | Año       | Partidos | Goles |
| --------------- | ----- | --------- | -------- | ----- |
| Santa Luċija FC | Malta | 2019-2020 | 20       | 0     |
| Gżira United FC | Malta | 2020-     | 119      | 23    |